# Il metodo Grönholm
Il metodo Gronholm è una commedia teatrale dell'autore catalano Jordi Galcerán, che racconta la crudeltà che spesso si manifesta nell'ambito dei rapporti di lavoro.
Lo spettacolo, che ha debuttato nel 2003 al Teatre Nacional de Catalunya, è stato presentato in Italia  il 12 gennaio 2007 al Teatro Guglielmi di Massa, nella traduzione di Enrico Ianniello, per proseguire in tournée nei teatri di tutta Italia fino al marzo 2008. 
La commedia è stata messa in scena dalla compagnia teatrale "Teatro delle Nevi" ad Aci Castello (CT) nel marzo 2023, raccogliendo ampi consensi dal pubblico.

## Collegamenti
- Intervista a Nicoletta Braschi su Il Metodo Gronholm, su ilcassetto.it (archiviato dall'url originale il 26 giugno 2009).